# Dagon (recueil)
Pour les articles homonymes, voir Dagon.
Dagon (titre original : Dagon and Other Macabre Tales) est un recueil de nouvelles fantastiques et d'horreur signées par l'écrivain américain H. P. Lovecraft et publié en 1965. Aucune des nouvelles contenues dans ce recueil ne fait à proprement parler partie des « Grands Textes » de son auteur (voir page sur Lovecraft pour plus d'informations). Ce recueil n'en reste pas moins remarquable par le grand nombre de textes qu'il renferme (pas moins de 30 nouvelles et autres textes), ainsi que par l'étendue des thèmes abordés et leur traitement renouvelé. S'y retrouve en effet le premier (La Bête dans la cave, 1905) et le dernier texte (Le Clergyman, 1937) publiés par H. P. Lovecraft de son vivant, couvrant ainsi une période de création de 32 ans. Ce recueil, de nombreuses fois édité et réédité chez différents éditeurs, compte parmi les titres les plus diffusés de l'auteur, avec les deux recueils de nouvelles qui constituent ses « Grands Textes » (Dans l'abîme du temps et L'Appel de Cthulhu).

## Liste des nouvelles du recueil
(Présentées dans l'ordre retenu par l'édition originale)
- Préface, H. P. Lovecraft ou : dire l'indicible, par François Truchaud (dans l'édition Belfond de 1998)

1. Dagon (Dagon, 1917)
2. La Tombe (The Tomb, 1917)
3. Polaris (Polaris, 1918)
4. La Malédiction de Sarnath (The Doom that Came to Sarnath, 1919)
5. Le Bateau blanc (The White Ship, 1919)
6. Les Chats d'Ulthar (Cats of Ulthar, 1920)
7. Celephais (Celephais, 1920)
8. De l'au-delà (From Beyond, 1920)
9. Le Temple (The Temple, 1920)
10. L'Arbre (The Tree, 1920)
11. Les Autres Dieux (The Other Gods, 1921)
12. La Quête d'Iranon (The Quest of Iranon, 1921)
13. Herbert West, réanimateur (Herbert West, Reanimator, 1921-1922)
14. Hypnos (Hypnos, 1922)
15. Le Festival (The Festival, 1923)
16. Prisonnier des pharaons (Imprisoned with the Pharaons, 1924)
17. Lui (He, 1925)
18. Horreur à Red Hook (The Horror at Red Hook, 1925)
19. L'Étrange maison haute dans la brume (The Strange High House in the Mist, 1926)
20. Dans les murs d'Eryx (In the Walls of Eryx, 1935)[1]
21. Le Clergyman maudit (The Evil Clergyman ou The Wicked Clergyman, 1937)
22. La Bête de la caverne (The Beast in the Cave, 1905)
23. L'Alchimiste (The Alchemist, 1908)
24. La Poésie et les dieux (Poetry and Gods, 1920)
25. La Rue (The Street, 1920)
26. La Transition de Juan Romero (The Transition of Juan Romero, 1919)
27. Azathoth (Azathoth, probablement 1922)
28. Le Descendant (The Descendant, probablement 1926)
29. Le Livre (The Book, probablement 1934)
30. La Chose dans la clarté lunaire (The Thing in the Moonlight, 1927)

## Éditions françaises
- Sous le titre Dagon et autres récits de terreur, aux éditions Belfond, Paris, 1969, format poche, 430 pages (ré-édition en 1987, 352 pages).
- Sous le titre Dagon et autres nouvelles de terreur, aux éditions Belfond, Paris, septembre 1998, grand format, 306 pages[2]  (ISBN 2-7144-3630-7).
- Sous le titre Dagon, aux éditions J'ai lu, 1972 (ré-éditions en 1973, 1978, 1982, 1984, 1989, 1993, 1997, 2006, 2007), format poche, 433 à 459 pages.
- Sous le titre Dagon et autres nouvelles de terreur, aux éditions Le Pré aux clercs, 2009, 348 pages.